# Chiusaforte
Chiusaforte este o comună din provincia Udine, regiunea Friuli-Veneția Giulia, Italia, cu o populație de 606 locuitori (1 ianuarie 2023) și o suprafață de 100,2 km².

## Demografie
Chiusaforte - evoluția demografică

|  | Graficele sunt indisponibile din cauza unor probleme tehnice. Mai multe informații se găsesc la Phabricator și la wiki-ul MediaWiki. |

Date: Recensăminte sau birourile de statistică - grafică realizată de Wikipedia